# Evolver (альбом Джона Ледженда)
Evolver — третий студийный альбом американского певца Джона Ледженда, выпущенный GOOD Music и Sony Music Entertainment 28 октября 2008 года в США и 20 октября в Великобритании. В альбоме приняли участие Канье Уэст, Брэнди, Эстель, Андре 3000 и другие.
Альбом дебютировал на 4 месте в американском Billboard 200 с продажами 132 823 копий. Он также вошёл в британский чарт альбомов под номером 21. Альбом получил положительные отзывы от музыкальных критиков. С момента выхода альбом получил золотой сертификат RIAA.
В мае 2009 года песня «This Time» была использована в заключительных сценах третьего сезона комедийно-драматического сериала CW/BET «Игра».

## Отзывы
| Совокупная оценка    | Совокупная оценка            |
| Источник             | Оценка                       |
| -------------------- | ---------------------------- |
| Metacritic           | 67/100                       |
| Оценки критиков      |                              |
| Источник             | Оценка                       |
| AllMusic             | [ 5 ]                        |
| Entertainment Weekly | B+                           |
| Los Angeles Times    | [ 7 ]                        |
| Paste                | 8/10 (Van Dusen) 3/10 (Fink) |
| PopMatters           | [ 9 ]                        |
| Robert Christgau     | [ 10 ]                       |
| Rolling Stone        | [ 11 ]                       |
| The Times            | [ 12 ]                       |
| USA Today            | [ 13 ]                       |

Альбом получил в целом положительные отзывы музыкальной критики и интернет-изданий.
На Metacritic альбом получил 67 баллов из 100, основываясь на «в целом благоприятных отзывах».
The Independent поставил ему четыре звезды из пяти и сказал, что альбом «не идеален… но было бы нелепо не похвалить его способности и амбиции». Yahoo! Music UK поставил ему восемь звёзд из десяти и сказал, что «Once Again остаётся лучшей записью Легенды. Но Evolver, во всей его современности и своевременности, вполне может стать его самой большой пластинкой». Now также поставил четыре звезды из пяти и заявил, что альбом, «как и все остальное, что сделал Ледженд, демонстрирует его мастерство как артиста, но ему не хватает страсти, которая помогла бы ему достичь статуса Стиви Уандера, к которому он стремится». The A.V. Club поставил альбому четвёрку и сказал: «Сглаженный до мелочей, Evolver укрепляет положение Ледженда в пантеоне хороших соул-певцов, но величие продолжает ускользать от него».
Billboard дал положительную рецензию и сказал, что «голос Ледженда остаётся вне конкуренции, но для парня, который является оазисом стиля и души в море синтетического, роботизированного R&B, временами кажется, что он играет в догонялки». New York Times также дал положительную рецензию и сказал: «С реверберациями и хоровым фоном прямо из Seal, это его единственный перебор. Мистер Легенда более очарователен один на один». The Village Voice также дал положительную рецензию и сказал: «В то время как умирающая индустрия все ещё дышит токсинами бесполезного наполнителя, такие меценаты, как Джон Ледженд, полностью предаются своему творчеству во всей его несовершенной славе, как и гиганты соула прошлых лет». AllHipHop также дал положительную рецензию и сказал: «Даже если Evolver менее целостен из-за интеграции поп-звучания с альтернативными стилями [Ледженда], с которыми он играл в Once Again, он все равно на много лет опережает любого артиста, подражающего его обходительной персоне». The Boston Globe также дал положительную рецензию и заявил: «Как следует из названия, Ледженд находится в процессе работы, и этот этап его эволюции стоит услышать». Hartford Courant также дал положительную рецензию и сказал, что альбом «выполняет то, что обещает: Певец, автор песен и музыкант, который заставляет себя расти. Это хороший первый шаг».

## Список композиций
| №   | Название                               | Автор(ы)                                                            | Продюсеры                              | Длительность |
| --- | -------------------------------------- | ------------------------------------------------------------------- | -------------------------------------- | ------------ |
| 1.  | «Good Morning (Intro)»                 | Drew Ramsey Britton Newbill John Stephens Shannon Sanders           | John Legend                            | 0:46         |
| 2.  | «Green Light» (при участии André 3000) | Andre Benjamin Fin Greenall James Ho Stephens Rick Nowels           | Malay KP                               | 4:44         |
| 3.  | «It's Over» (при участии Kanye West)   | West Pharrell Williams                                              | Malay KP West [a]                      | 4:27         |
| 4.  | «Everybody Knows»                      | Ho Stephens Kawan Prather Terrence Smith                            | Malay                                  | 4:35         |
| 5.  | «Quickly» (при участии Брэнди)         | Christopher Breaux Dapo Torimiro Stephens Kevin Risto Waynne Nugent | Midi Mafia Torimiro Frank Ocean [ 23 ] | 3:42         |
| 6.  | «Cross the Line»                       | Stephens Prather William Adams                                      | will.i.am                              | 3:22         |
| 7.  | «No Other Love» (при участии Эстель)   | Dwayne Chin-Quee Estelle Swaray Stephens Mitchum "Khan" Chin        | Supa Dups Chin [a]                     | 3:59         |
| 8.  | «This Time»                            | Dave Tozer Stephens Prather                                         | Tozer Trevor Horn                      | 4:23         |
| 9.  | «Satisfaction»                         | Christine Teigen Stephens Adams                                     | will.i.am                              | 4:45         |
| 10. | «Take Me Away»                         | Reggie Perry Shaffer Smith                                          | Syience Ne-Yo [a]                      | 3:03         |
| 11. | «Good Morning»                         | Ramsey Newbill Stephens Sanders                                     | Drew and Shannon Legend                | 4:01         |
| 12. | «I Love, You Love»                     | Stephens Mark Knopfler Adams                                        | will.i.am                              | 4:35         |
| 13. | «If You’re Out There»                  | Devon Harris Stephens Prather Marcus John Bryant                    | Horn Devo Springsteen Bryant [a]       | 4:20         |

| №   | Название                      | Автор(ы)                             | Продюсеры              | Длительность |
| --- | ----------------------------- | ------------------------------------ | ---------------------- | ------------ |
| 14. | «Floating Away»               | Chuck Harmony Stephens Smitht        | Harmony Ne-Yo [a]      | 4:15         |
| 15. | «Set Me Free»                 | Greenall Stephens Nowels             | Nowels                 | 3:55         |
| 16. | «Green Light» (Afroganic Mix) | Benjamin Greenall Ho Stephens Nowels | Malay KP Afroganic [b] | 4:11         |

| №   | Название                                      | Автор(ы)                           | Продюсеры                         | Длительность |
| --- | --------------------------------------------- | ---------------------------------- | --------------------------------- | ------------ |
| 14. | «Can't Be My Lover» (при участии Buju Banton) | Chin-Quee Stephens Mark Myrie Chin | Supa Dups Chin [a]                | 4:34         |
| 15. | «It's Over» (Teddy Riley Remix)               | West Williams                      | Malay KP West [a] Teddy Riley [b] | 4:20         |

| №   | Название                                      | Автор(ы)                                               | Продюсеры                   | Длительность |
| --- | --------------------------------------------- | ------------------------------------------------------ | --------------------------- | ------------ |
| 14. | «Floating Away»                               | Harmony Stephens Smitht                                | Harmony Ne-Yo [a]           | 4:15         |
| 15. | «Set Me Free»                                 | Greenall Stephens Nowels                               | Nowels                      | 3:55         |
| 16. | «It's Over» (Teddy Riley Remix)               | West Williams                                          | Malay KP West [a] Riley [b] | 4:20         |
| 17. | «Can't Be My Lover» (при участии Buju Banton) | Chin-Quee Stephens Myrie Chin                          | Supa Dups Chin [a]          | 4:34         |
| 18. | «Pride (In the Name of Love)»                 | Adam Clayton Larry Mullen Dave Evans Paul David Hewson | Legend Joel Beckerman       | 4:08         |

| №   | Название                                                                 | Автор(ы)                             | Продюсеры                   | Длительность |
| --- | ------------------------------------------------------------------------ | ------------------------------------ | --------------------------- | ------------ |
| 14. | «Can't Be My Lover» (при участии Buju Banton)                            | Chin-Quee Stephens Myrie Chin        | Supa Dups Chin [a]          | 4:34         |
| 15. | «Green Light» (Johnny Douglas Radio Edit)                                | Benjamin Greenall Ho Stephens Nowels | Malay KP Johnny Douglas [b] | 3:24         |
| 16. | «No Importa» (при участии Noel Schajris)                                 |                                      |                             | 4:07         |
| 17. | «Entreolhares (The Way You're Looking At Me)» (при участии Ana Carolina) |                                      |                             | 3:15         |

Замечания
- ↑  сопродюсер
- ↑  дополнительный продюсер

## Чарты
| Чарт (2008)                            | Высшая позиция |
| -------------------------------------- | -------------- |
| Австралия (ARIA)                       | 66             |
| Бельгия/Валлония (Ultratop)            | 37             |
| Дания (Hitlisten)                      | 82             |
| Нидерланды (Album Top 100)             | 7              |
| Франция (SNEP)                         | 72             |
| Германия (Offizielle Top 100)          | 86             |
| Ирландия (IRMA)                        | 52             |
| Италия (Classifica album)              | 19             |
| Швеция (Sverigetopplistan)             | 38             |
| Швейцария (Schweizer Hitparade)        | 36             |
| Великобритания (UK Albums Chart)       | 21             |
| США (Billboard 200)                    | 4              |
| США (Billboard Top R&B/Hip-Hop Albums) | 1              |

| Чарт (2008)                            | Позиция |
| -------------------------------------- | ------- |
| Нидерланды (Album Top 100)             | 65      |
| США Billboard 200                      | 157     |
| США Top R&B/Hip-Hop Albums (Billboard) | 57      |

| Чарт (2009)                            | Позиция |
| -------------------------------------- | ------- |
| Нидерланды (Album Top 100)             | 96      |
| США Billboard 200                      | 86      |
| США Top R&B/Hip-Hop Albums (Billboard) | 31      |

## Сертификации
| Регион | Сертификация | Продажи |
| --- | ------------ | ------- |
| Нидерланды (NVPI) | Золотой      | 30 000^ |
| Великобритания (BPI) | Серебряный   | 60 000* |
| США (RIAA) | Платиновый   | 603,000 |
| * Данные о продажах приведены только на основе сертификации. ^ Данные о тиражах приведены только на основе сертификации. |              |         |